# Phylloxéra aux États-Unis

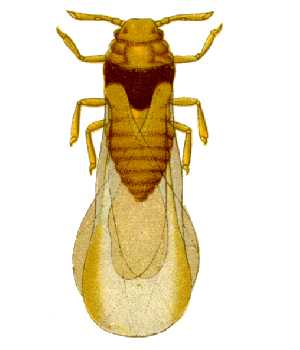
Phylloxéra (Daktulosphaira vitifoliae)

Le phylloxéra aux États-Unis, son pays d'origine, a longtemps été considéré comme partie négligeable dans le dépérissement des vignobles. À tel point que, dans un État comme la Californie, une grande partie du vignoble, jusqu'à la fin du XXe siècle, avait ses vignes toujours plantées franches de pied à l'exemple de Central Valley où le vignoble ne comportait que des plants racinés de vitis vinifera. Seules les Napa Valley et Sonoma Valley, où l'insecte térébrant était actif, jugeaient nécessaire d'utiliser des porte-greffes. Le choix s'était porté sur l'Aramon x Rupestris ganzin n l, dit A x RI aux États-Unis. En dépit des avertissements des plus grands spécialistes mondiaux, dont le professeur Denis Boubals de l'ENSAM, dénonçant son peu de résistance face au phylloxéra, il fut utilisé massivement à tel point que dans les années 1980 il devint le porte-greffe dominant sinon unique. Dix ans plus tard, les attaques phylloxériques prirent une telle ampleur qu'elles mirent en danger l'ensemble du vignoble de qualité californien.

## Le porte-greffe A x R1
Créé par Victor Ganzin en 1879, l'aramon x rupestris Ganzin 1, dit A x RI  aux États-Unis, fut employé pendant quelque temps en France, en Italie et en Espagne. Ce porte-greffe fut rapidement abandonné comme peu efficace contre le phylloxéra. Il poursuivit sa carrière en Afrique du Sud. Il fut délaissé, en 1927, après que Perold eut signalé dans son Traité de viticulture sa faible efficacité contre l'insecte térébrant.   
Par contre, il poursuivit sa carrière en Californie. Pourtant, dès 1963, le professeur « Denis Boubals s'échina à déclarer à l'Université de Californie que c'était folie d'utiliser ce porte-greffe et qu'il se produirait un jour une catastrophe dans le vignoble ». Ses avis ne furent pas suivis et en 1980, l'A x RI devint le porte-greffe hégémonique.

## Développement du phylloxéra en Californie

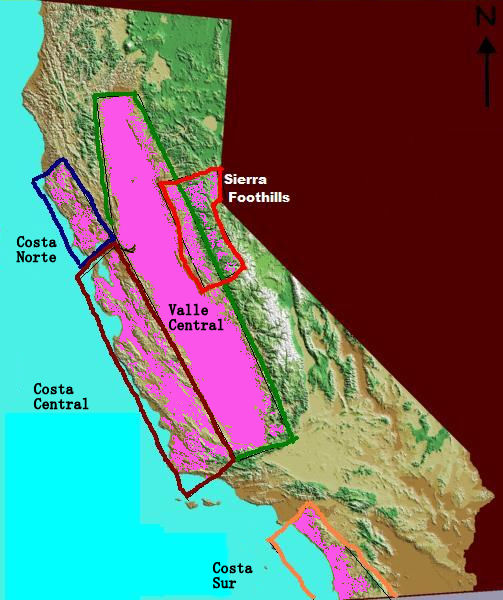
Localisation des régions viticoles en Californie

Les prémices d'une attaque massive de phylloxéra virent jour dès 1985. Il fut constaté des taches de dépérissement de plus en plus importantes dans les vignobles, les ceps s'affaiblissaient et les raisins, de plus en plus rares, peinaient à mûrir. John Granett, un entomologiste de l'Université de Californie, s'intéressa alors aux racines de  l'Aramon x Rupestris ganzin n l et détermina que le porte-greffe subissait les attaques de deux types, celle du phylloxéra biotope A, le moins virulent, et celle du phylloxéra biotope B, de loin le plus agressif. Ayant pris une année sabbatique, il arriva à Montpellier où il fut reçu par Denis Boubals à l'ENSAM. Sur ses conseils, il se rendit en Charente et retrouva le biotope B sur des racines du porte-greffe 41B. 
Une délégation de l'ENSAM, conduite par Denis Boubals et une de l'ENTAV, par Robert Boidron, se rendirent en Californie pour évaluer les dégâts. « Durant notre séjour en Californie, nous avons demandé à visiter des vignes de A x RI  reconnues comme subissant l'attaque du phylloxéra. Ces vignes avaient une végétation plus faible, moins de rameaux de diamètre et de longueur plus faibles. Selon les techniciens américains, elles produisaient des raisins mûrissant mal et on ne pouvait pas utiliser leur vendange pour élaborer un vin de qualité. Nous avons vu des vignes de 15 ans mais aussi de 7 à 8 ans gravement atteintes. Des sondages aux racines nous ont montré que les dommages importants sur ces organes - tubérosités - ne s'observaient que sur des racines de diamètre moyen. On ne voit aucun dommage sur les racines de gros diamètre et seulement des nodosités sur les petites racines ». 
L'erreur dans le choix d'un porte-greffe peu résistant confrontait la viticulture californienne à un grave et onéreux problème. Erreur d'autant plus dramatique  que le phylloxéra attaquait aussi des nouveaux vignobles comme celui des Carneros où l'on n'avait jamais, jusqu'alors, planté de vignes.

## Reconstitution du vignoble
Dans ces vignobles sinistrés, ce sont les trois-quarts des vignes qui ont dû être arrachés et replantés en une décennie. Cette reconstitution a coûté des sommes considérables puisque outre les replantations, il a fallu désinfester le sol, refaire les conduites d'eau pour l'irrigation par aspersion et au goutte à goutte, refaire les drainages, soit un coût de 720 millions de dollars. 
Mais au cours de cette reconstitution du vignoble, l'ameublissement du sol au rooter américain fut préféré à la charrue défonceuse européenne. Cela a été une nouvelle erreur, qui porte en elle et inéluctablement le développement du court-noué.